# Állati melósok
Az Állati melósok (eredeti címén Animals at Work) kanadai televíziós filmsorozat. A forgatókönyvet Shelby Taylor írta, Mark Procter, Kate Cotter és Irene Antoniades rendezte. Kanadában a CBBC mutatta be. Magyarországon az M2 tűzte műsorra.

## Ismertető
A sorozatban állatok ismerhetőek meg. Nehéz elhinni, hogy az egyszerű, hétköznapi állatok is mennyi mindenre képesek. Sok olyan dolgot képesek megtenni, amelyet „melónak” is nevezhetnének az emberek. Valamelyek megkeresi a mindennapi betevőjére valót, vannak köztük olyanok is, akik önzetlenül segítenek. Egyes fajtáknak fantasztikus hobbijuk is van. Például sportolnak, művészkednek, fellépnek vagy modellkednek. Szerencsés eset, hogy jó sok ember, akik támogatják őket, a segítségükkel kihozhatják magukból a legjobbat. John Lükeman professzor a történelem állataival ad ismeretet a nézőknek. Az állatfanok több próbálkozás során mérik össze képességeiket az állatokkal. A történet megtekintésével, megismerhetőek az egész Föld minden országának állatai. John Barrowman közreműködésével bemutatják, hogy milyen hasznosak, szorgalmasak és kreatívak, az olyan emberek, akik segítenek az állatoknak.

## Magyar változat
- Narrátor: Markovics Tamás
- A magyar változat munkatársai: Boskó Andrea, Heiszenberger Éva, Kovács Anita, Laky Balázs, Lőrincz Ágnes, Nándori István, Policza Imre, Virág Anita

A magyar változatot az MTVA megbízásából a Pannonia Sound System készítette.